# كارلوس هيغويرا
كارلوس هيغويرا (بالإسبانية: Carlos Higuera) هو لاعب كرة قدم مكسيكي في مركز حراسة المرمى، ولد في 18 نوفمبر 2000 في Ahome ‏ في المكسيك. لعب مع نادي تيخوانا.

## وصلات خارجية
- كارلوس هيغويرا على موقع قاعدة بيانات كرة القدم.إي يو (الإنجليزية)
- كارلوس هيغويرا على موقع Soccerway.com (الإنجليزية)